# Valencia (Negros oriental)
Pour les articles homonymes, voir Valencia.
Valencia est une localité de la province du Negros oriental, aux Philippines. En 2015, elle compte 34 852 habitants.